# Едді Чемберс
Едді Чемберс (англ. Eddie Chambers) — американський боксер-професіонал, народився 29 березня 1982 р. в Піттсбурзі, штат Пенсільванія (США). Тренер — Роб Мюррей-старший.
На професійному ринзі провів 199боїв, у 42 з них здобув перемоги (23 нокаутом), п'ять програв
На аматорському ринзі провів близько 80 боїв (більшість у рамках Чемпіонату штату).

## Професіональна кар'єра
29 грудня 2000 — у віці 18 років проводить свій перший бій у ранзі професіонала. Перемога над Тайроном Остіном технічним нокаутом у другому раунді.
З 2001 по 2005 р. проводить понад 20 боїв проти маловідомих суперників, у всіх боях здобуває перемоги, лише раз витративши для цього весь відведений час.
17 травня 2005 — перемагає за очками популярного американського суперваговика Росса П'юріті.
2 листопада 2007 — перемагає розділеним рішенням Келвіна Брока в бою за право на двобій за звання претендента на титул чемпіона світу за версією IBF.
26 січня 2008 — зазнав першої в своїй професійній кар'єрі поразки в бою з росіянином Олександром Повєткіним у фіналі відбіркового турніру IBF за право зустрітися з чемпіоном цієї організації Володимиром Кличком. Чемберс виглядав краще в першій половині бою, однак Повєткін зумів переломити хід поєдинку, вигравши заключні раунди. Чемберс явно перевершив росіянина в точності ударів, але поступився в їхній кількості. Суддівські записки — 117—111, 119—109, 116—112 на користь Повєткіна.
27 березня 2009 — переміг за очками екс-чемпіона світу за версією WBC Семюеля Пітера. Поєдинок проходив у невисокому темпі, і більш швидкий Чемберс мав перевагу за рахунок швидкості. Пітер намагався переламати хід зустрічі, проте в другій половині бою на його діях почала позначатися втома і його суперникові вдалося утримати перевагу. За підсумками десяти раундів двоє суддів порахували, що сильнішим був Чемберс з рахунком 99-91 і 96-94, а третій вирішив, що була нічия — 95-95.
4 липня 2009 — переміг одноголосним рішенням за очками українського боксера Олександра Димитренко, став офіційним претендентом на бій з чемпіоном світу за версією WBO Володимиром Кличком. У ході поєдинку Димитренко двічі був у нокдауні у сьомому і десятому раундах.
20 березня 2010 — Володимир Кличко відправив Едді Чемберса у нокаут у заключному дванадцятому раунді поєдинку за титул чемпіона світу у важкій ваговій категорії за версіями IBF, WBO, IBO та The Ring.